# João Paulo de Oliveira (kierowca)
João Paulo de Oliveira (ur. 13 lipca 1981 w São Paulo) – brazylijski kierowca wyścigowy.

## Kariera
Brazylijczyk karierę w kartingu w wieku 16 lat. Rok później startował w Formule Ford, natomiast w 1999 w południowoamerykańskiej Formule 3. W 2003 zdobył tytuł mistrzowski w Niemieckiej Formule 3. Po tym sukcesie wyjechał do Japonii, gdzie brał udział w Japońskiej Formule 3. W 2005 roku został mistrzem tej serii wyścigowej. W Japonii osiadł na dłuższy czas, biorąc udział w Formule Nippon (mistrzostwo w 2010) oraz Super GT.
W 2011 roku wystąpił w jednym wyścigu serii IndyCar, na japońskim torze Twin Ring Motegi.